# Maypacius petrunkevitchi
Maypacius petrunkevitchi är en spindelart som beskrevs av Roger de Lessert 1933. Maypacius petrunkevitchi ingår i släktet Maypacius och familjen vårdnätsspindlar. Inga underarter finns listade i Catalogue of Life.